# Santehuaxque
Santehuaxque är en ort i Mexiko.   Den ligger i kommunen Camarón de Tejeda och delstaten Veracruz, i den sydöstra delen av landet, 270 km öster om huvudstaden Mexico City. Santehuaxque ligger 327 meter över havet och antalet invånare är 142.
Terrängen runt Santehuaxque är huvudsakligen platt, men åt nordväst är den kuperad. Terrängen runt Santehuaxque sluttar brant österut. Runt Santehuaxque är det ganska glesbefolkat, med 45 invånare per kvadratkilometer. Närmaste större samhälle är Soledad de Doblado, 18,7 km öster om Santehuaxque. Omgivningarna runt Santehuaxque är en mosaik av jordbruksmark och naturlig växtlighet.